# Jonathan N'Senga
Pour les articles homonymes, voir Nsenga.
Jonathan N'Senga (né à le 21 avril 1973 à Mons) est un athlète belge spécialiste du 110 m haies. Il a détenu le record de Belgique du 110 m haies avec un temps de 13 s 25 jusqu'au 19 mai 2024. Il a aussi détenu le record de Belgique du 60 m haies en salle avec un temps de 7 s 55 jusqu'en 2024.
Il est médaillé de bronze, sur le 60 mètres haies en 1996, aux Championnats d'Europe d'athlétisme en salle disputés à Stockholm: 
Il remporte le Spike d'Or en 1998.
Aux Universiades d'été, il est par trois fois médaillé sur le 110 mètres haies : en or en 1995 à Fukuoka, en argent en 1997 à Catane et en argent en 1999 à Palma de Majorque.
Il participe par deux fois aux jeux olympiques: en 1996 à Atlanta et en 2000 à Sydney.

## Championnats de Belgique
| Discipline      | Résultat | Année                                    |
| --------------- | -------- | ---------------------------------------- |
| 110 m haies     | 1er      | 1994, 1997, 2000, 2001, 2002, 2005, 2006 |
| 60 m (en salle) | 1er      | 2006                                     |